# Plasa Tighina, județul Tighina
Plasa Tighina a fost o subdiviziune administrativă a județului Tighina, România, care a existat în timpul celui de-Al Doilea Război Mondial.

## Lista localităților
| Comună           | Localități                  | Amplasarea actuală   |
| ---------------- | --------------------------- | -------------------- |
| 1. Aneni         |                             |                      |
| Anenii-Noui      | Anenii Noi                  |                      |
| Anenii-Vechi     | inclus în orașul Anenii Noi |                      |
| Berezoc          | Beriozchi, Anenii Noi       |                      |
| Ruseni           | Ruseni, Anenii Noi          |                      |
| 2. Botnărești    |                             |                      |
| Botnărești-Noui  | Botnăreștii Noi, Anenii Noi |                      |
| Botnărești-Vechi | Botnărești, Anenii Noi      |                      |
| Salcea           | Salcia, Anenii Noi          |                      |
| 3. Bulboacă      |                             |                      |
| Bulboaca         | Bulboaca, Anenii Noi        |                      |
| Galilești        | desființat                  |                      |
| Roșcani          | Roșcani, Anenii Noi         |                      |
| Varnița-Nouă     |                             |                      |
| 4. Calfa         |                             |                      |
| Calfa            | Calfa, Anenii Noi           |                      |
| Capul-Podului    |                             |                      |
| 5. Chircăești    | Chircăești                  | Chircăiești, Căușeni |
| 6. Chițcani      | Chițcani                    | Chițcani             |
| 7. Cobusca-Nouă  |                             |                      |
| Cobusca-Nouă     | Cobusca Nouă, Anenii Noi    |                      |
| Soprona          | Soprona                     |                      |
| 8. Cobusca-Veche |                             |                      |
| Asnășeni         | desființat                  |                      |
| Cobusca-Veche    | Cobusca Veche, Anenii Noi   |                      |
| Florești         | Florești                    |                      |
| Petricani        | desființat                  |                      |
| 9. I. Gh. Duca   | I. Gh. Duca                 |                      |
| 10. Delacheu     |                             |                      |
| Delacheu         | Delacheu                    |                      |
| Nazareni         | desființat                  |                      |
| 11. Fărlădani    |                             |                      |
| Fărlădani        | Fîrlădeni, Căușeni          |                      |
| Fărlădani-Noui   | Fîrlădenii Noi, Căușeni     |                      |
| 12. Gârbovăț     |                             |                      |
| Gârbovăț         | Hîrbovăț, Anenii Noi        |                      |
| I. C. Brătianu   |                             |                      |
| 13. Gura Bâcului |                             |                      |
| Gradalina        | Conacul familiei Janovski   |                      |
| Gura Bâcului     | Gura Bîcului, Anenii Noi    |                      |
| 14. Hagimus      |                             |                      |
| Hagimus          | Hagimus, Căușeni            |                      |
| Marenești        | Merenești, Căușeni          |                      |
| Misilindra       | Misilindra                  |                      |
| 15. Pugoceni     | Pugoceni                    | Puhăceni, Anenii Noi |
| 16. Speia        | Speia                       | Speia, Anenii Noi    |
| 17. Șerpeni      | Șerpeni                     | Șerpeni, Anenii Noi  |
| 18. Telița       | Telița                      | Telița, Anenii Noi   |
| 19. Țânțâreni    |                             |                      |
| Alpinița         | Albinița, Anenii Noi        |                      |
| Crețoaia         | Crețoaia, Anenii Noi        |                      |
| Todirești        | Todirești, Anenii Noi       |                      |
| Țânțăreni        | Țînțăreni, Anenii Noi       |                      |
| 20. Varnița      | Varnița                     | Varnița, Anenii Noi  |